# Helen Kelesi
Helen Kelesi (Victoria, 15 novembre 1969) è un'ex tennista canadese.

## Carriera
In carriera ha vinto 2 titoli in singolare 2 titoli di doppio. Nei tornei del Grande Slam ha ottenuto il suo miglior risultato raggiungendo all'Open di Francia i quarti di finale in singolare nel 1988 e i quarti di finale in singolare e nel doppio nel 1989.
In Fed Cup ha disputato un totale di 25 partite, ottenendo 15 vittorie e 10 sconfitte.

## Statistiche

### Singolare

#### Vittorie (2)
| Numero | Anno            | Torneo                                 | Superficie  | Avversaria in finale   | Punteggio |
| 1.     | 19 ottobre 1986 | Japan Open Tennis Championships, Tokyo | Cemento     | Bettina Fulco-Villella | 6-2, 6-2  |
| 2.     | 1º maggio 1988  | Taranto Open, Taranto                  | Terra rossa | Laura Garrone          | 6–1, 6–0  |

### Singolare

#### Finali perse (7)
| Numero | Anno             | Torneo                                         | Superficie  | Avversaria in finale      | Punteggio     |
| 1.     | 25 aprile 1985   | Virginia Slims of Central New York, Monticello | Cemento     | Barbara Potter            | 6-4, 3-6, 2-6 |
| 2.     | 8 maggio 1988    | Internazionali d'Italia, Roma                  | Terra rossa | Gabriela Sabatini         | 1-6, 7-6, 1-6 |
| 3.     | 7 agosto 1988    | Cincinnati Open, Cincinnati                    | Cemento     | Barbara Potter            | 2-6, 2-6      |
| 4.     | 30 aprile 1989   | Barcelona Ladies Open, Barcellona              | Terra rossa | Arantxa Sánchez           | 2-6, 7-5, 1-6 |
| 5.     | 12 novembre 1989 | Virginia Slims of Nashville, Nashville         | Cemento     | Leila Meskhi              | 2-6, 3-6      |
| 6.     | 27 maggio 1990   | WTA Swiss Open, Ginevra                        | Terra rossa | Barbara Paulus            | 6-2, 5-7, 6-7 |
| 7.     | 26 maggio 1991   | WTA Swiss Open, Ginevra                        | Terra rossa | Manuela Maleeva-Fragniere | 3-6, 6-3, 3-6 |

### Doppio

#### Vittorie (2)
| Numero | Anno            | Torneo                                | Superficie  | Compagna     | Avversarie in finale        | Punteggio |
| 1.     | 13 maggio 1990  | Internazionali d'Italia, Roma         | Terra rossa | Monica Seles | Laura Garrone Laura Golarsa | 6–3, 6–4  |
| 2.     | 21 ottobre 1990 | Virginia Slims of Arizona, Scottsdale | Cemento     | Elise Burgin | Sandy Collins Ronni Reis    | 6–4, 6–2  |

### Doppio

#### Finali perse (3)
| Numero | Anno           | Torneo                      | Superficie  | Compagna         | Avversarie in finale             | Punteggio     |
| 1.     | 1º maggio 1988 | Taranto Open, Taranto       | Terra rossa | Laura Garrone    | Andrea Betzner Claudia Porwik    | 1-6, 2-6      |
| 2.     | 7 agosto 1988  | Cincinnati Open, Cincinnati | Cemento     | Lindsay Bartlett | Beth Herr Candy Reynolds         | 6-4, 6-7, 1-6 |
| 3.     | 6 agosto 1990  | Canada Open, Toronto        | Cemento     | Raffaella Reggi  | Betsy Nagelsen Gabriela Sabatini | 6-3, 2-6, 2-6 |